# Manfred von Richthofen
Manfred Albrecht Freiherr von Richthofen (Breslau, Imperi Alemany, 2 de maig de 1892 - Cresta de Morlancourt, prop de Vaux-sur-Somme, França, 21 d'abril de 1918) fou un aviador de combat alemany de les Luftstreitkräfte (Exèrcit de l'aire de l'Imperi Alemany). És considerat l'as d'asos de la Primera Guerra Mundial. Va ser oficialment acreditat amb vuitanta victòries.
Heroi dels alemanys i respectat pels seus enemics durant la Primera Guerra Mundial, Manfred von Richthofen era membre d'una família aristocràtica i, per tant, tenia molts familiars de renom. És internacionalment conegut com el Baró Roig (en alemany, Der Rote Baron).
Quasi cent anys després que fos abatut, encara avui no se sap exactament qui fou el causant de la seva mort. Diverses teories han aparegut i s'han descartat des de llavors, però encara segueix despertant l'interès de diversos investigadors que volen resoldre un dels fets més misteriosos de la Primera Guerra Mundial.

## Nom i sobrenoms
Freiherr (l'equivalent alemany de baró, és un títol nobiliari hereditari. De fet, tots els membres masculins de la família el tenen, fins i tot amb els pares en vida. Tot i això, aquest és l'origen del sobrenom més famós de von Richthofen, «el Baró Roig». El vermell era el color del seu aparell i, per tant, no té implicacions polítiques. La traducció a l'alemany és der rote Baron. Actualment, von Richthofen és conegut amb aquest sobrenom fins i tot a Alemanya, mentre que en la seva època era conegut com a rote Kampfflieger (el pilot de combat vermell). Aquest últim fou l'utilitzat com a títol de l'autobiografia de von Richthofen de 1917, Der Rote Kampfflieger (El Pilot Roig).
En temps de guerra, però, va rebre altres denominacions. Els francesos el coneixien més com a "Le Diable Rouge" (diable vermell, Red Devil en anglès) o Le petit Rouge (El Petit Vermell). A Anglaterra també fou conegut com a "Red Knight" (cavaller vermell).

## Primers passos
Manfred va néixer a Kleinburg, prop de Breslau, Baixa Silèsia (ara part de la ciutat de Wrocław, Polònia) al si d'una família aristocràtica de Prússia. Fill del Major Albrecht Phillip Karl Julius Freiherr von Richthofen i Kunigunde von Schickfuss und Neudorff. Tenia una germana gran, Ilse, i dos germans més petits, Lothar von Richthofen i Karl Bolko von Richthofen.
A l'edat de quatre anys, la família es traslladà a Schweidnitz (ara Świdnica, Polònia). Era un gran amant d'anar a cavall, caçar i la gimnàstica a l'escola. Era excel·lent en barres paral·leles i havia obtingut nombroses condecoracions a l'escola. Amb els seus germans, Lothar i Bolko, caçaven porcs senglars, ants, ocells i cérvols.

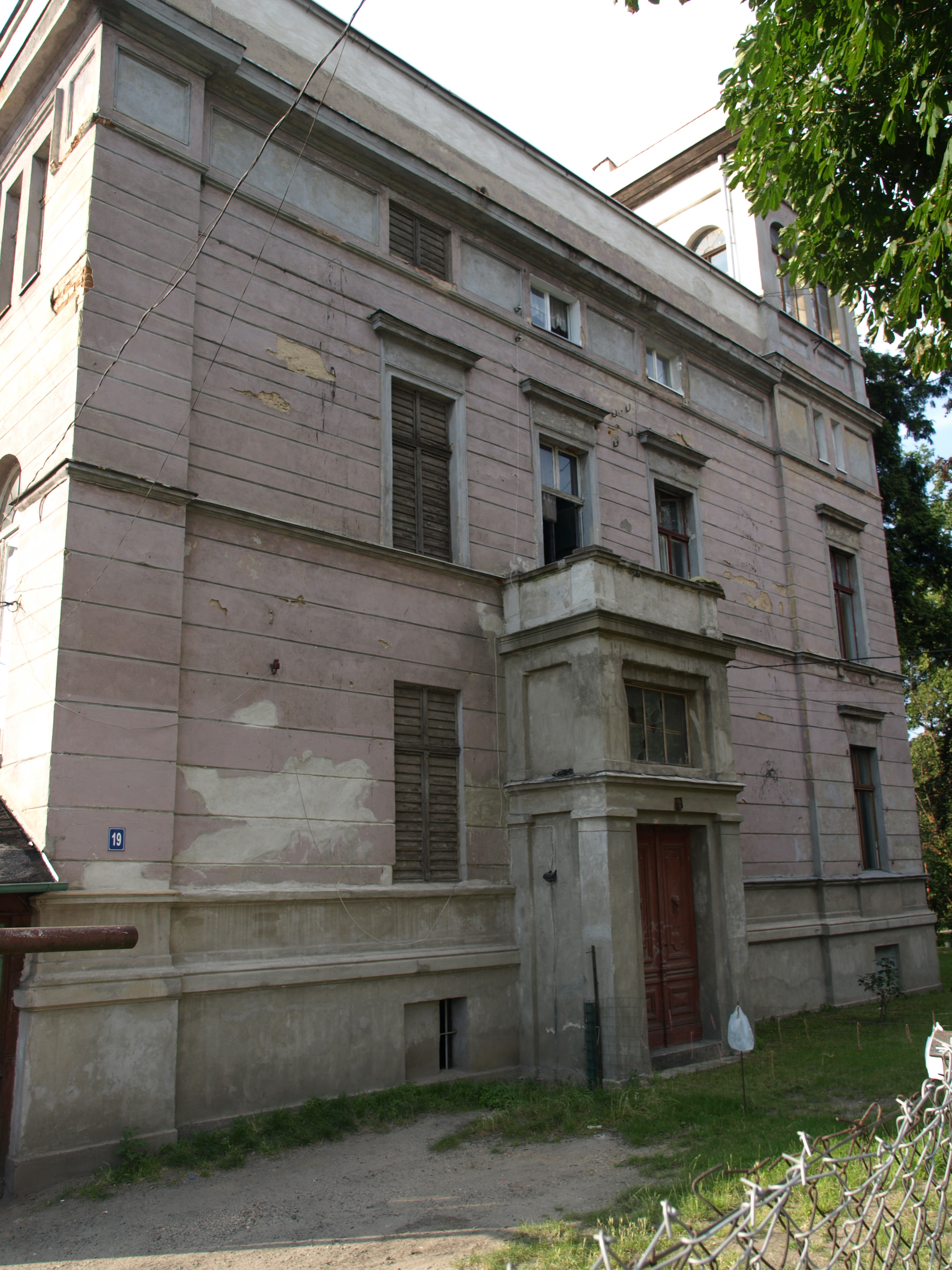
Antiga casa de Manfred von Richthoffen a Świdnica. Fotografia de 2009.

Després de rebre educació tant a casa com a l'escola a Scweidnitz, començà amb l'entrenament militar a l'edat d'onze anys. Després de completar la preparació militar el 1911, entrà a una unitat de cavalleria d'ulans, la Ulanen-Regiment Kaiser Alexander der III. von Russland (1. Westpreußisches) Nr. 1 (Primer Regiment d'Uhlans 'Emperador Alexander III de Rússia (Primer Regiment de la Prússia Oest)'), on va ser assignat al 3. Eskadron (Tercer esquadró).
A l'inici de la Primera Guerra Mundial, Manfred va servir com a cavaller oficial de reconeixement tant al front occidental com al front oriental. Les operacions tradicionals de cavalleria quedaren aviat obsoletes a causa de l'aparició de les metralladores i el filferro d'arç. A causa d'això, els Uhlans van ser reconvertits en infanteria. Decebut per no poder participar més activament en el conflicte bèl·lic, von Richthofen s'enrolà als Fliegertruppen des deutschen Kaiserreiches (Branca de l'aire de l'Imperi Alemany), més endavant coneguda amb el nom de Luftstreitkräfte. Un cop la sol·licitud fou acceptada, entrà al servei aeri a finals de maig de 1915.

## Carrera com a pilot
Del juny a l'agost de 1915, von Richthofen fou observador en missions de reconeixement al front oriental amb el Fliegerabteilung 69 (Esquadró de vol núm. 69). En ser transferit al front de Xampanya, va aconseguir abatre un aparell Farman francès amb la metralladora del seu aparell (pensat per observació), tot i que no va ser acreditat amb la victòria, ja que l'aparell abatut va caure darrere les línies enemigues i per tant, no pogué ésser confirmat.
L'octubre de 1915 començà el seu entrenament com a pilot de caça. El març de 1916 entra a la Kampfgeschwader 2 (Esquadró de bombarders núm. 2) pilotant un Albatros C.III. El 26 d'abril de 1916, mentre sobrevolava Verdun pilotant un Fokker Eindecker, va obrir foc sobre un Nieuport francès, que va fer caure sobre Fort Douaumont, tot i que en aquest cas tampoc va obtenir acreditació oficial.
Després d'un període pilotant aparells biplaça al front oriental, va conèixer l'as Oswald Boelcke l'agost de 1916. Boelcke, que estava de visita al front oriental cercant candidats potencials per a la seva unitat, recentment formada, va seleccionar von Richthofen per entrar a la Jagdstaffel 2 (esquadró de caça). Manfred obtingué la seva primera victòria reconeguda amb la Jasta 2 sobre Cambrai, França, el 17 de setembre de 1916.

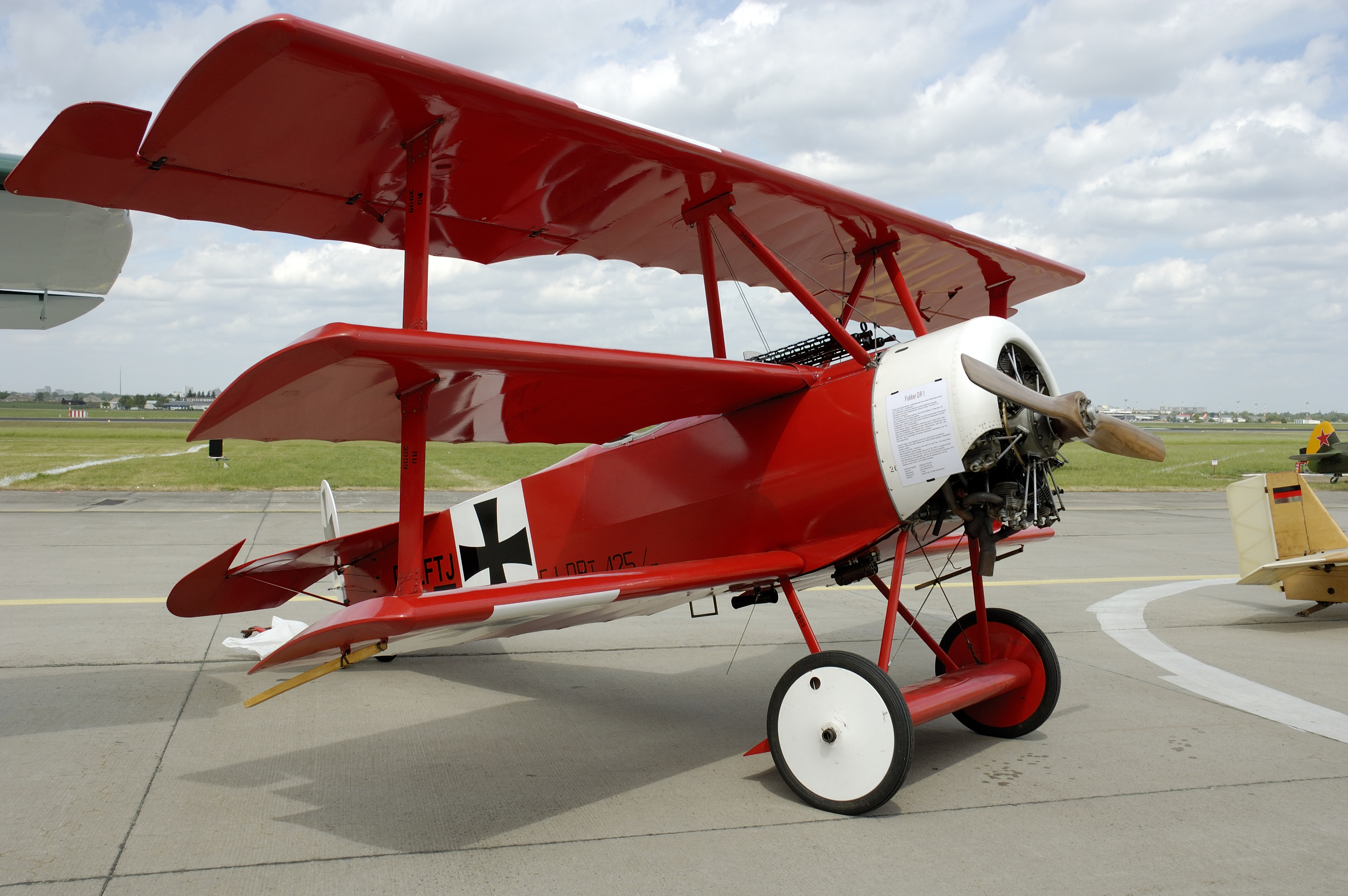
Rèplica del triplà Fokker Dr.I vermell de Manfred von Richthofen.

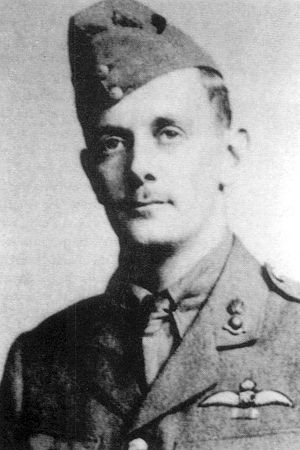
Major Lanoe Hawker VC

Després de la seva primera victòria confirmada, von Richthofen encomanà una petita copa de plata amb la data i el tipus d'aparell enemic gravats per un joier de Berlín. Va seguir encomanant-les fins que en tenia 60, moment en què les restriccions de plata d'una Alemanya blocada van començar a fer-se notòries.
En lloc d'utilitzar tàctiques arriscades i agressives com el seu germà Lothar (40 victòries), Manfred complia un conjunt de màximes (conegudes com la Dicta Boelcke) per assegurar-se l'èxit tant de l'esquadró com dels seus pilots. No era un pilot espectacular ni que fes ús de massa acrobàcies, com per exemple el seu germà o el popular Werner Voss. A més de ser un bon tàctic en combat i líder d'esquadró, era un tirador superb, i en combat veia el seu aparell com una plataforma des de la qual utilitzar les seves armes. El seu moviment més típic era aparèixer, juntament amb el seu esquadró cobrint els flancs, des de més alçada en descens, de manera que el sol quedés exactament a la seva esquena, aprofitant-se de l'enlluernament causat per sorprendre l'enemic.
El 23 de novembre de 1916, von Richthofen abaté el seu adversari de més renom, el major britànic Lanoe Hawker (Creu Victòria), descrit pel mateix von Richthofen com «el Boelcke britànic» (en referència al fet que tant Boelcke com Hawker eren dels primers asos de la guerra). Aquesta victòria succeí amb von Richthofen pilotant un Albatros D.II i Hawker un Airco DH.2. Després d'aquest combat, va concloure que necessitava un caça més àgil, encara que signifiqués una pèrdua de velocitat punta. Per això, canvià a un Albatros D.III el gener de 1917, anotant dues victòries més abans de patir un trencament en part de l'ala inferior de l'aparell. A causa d'aquest fet, von Richthofen tornà a l'Albatros D.II durant cinc setmanes, temps durant el qual va aconseguir una victòria el 9 de març. Finalment decidí canviar a un Halberstadt D.II, ja que el seu D.III seguiria en reparació fins a final de mes.
Tornaria al seu Albatros D.III el 2 d'abril de 1917, i amb ell aconseguiria 22 victòries més abans de passar-se a l'Albatros D.V a final de juny. Retornant de la seva convalescència a l'octubre, von Richthofen pilotaria el famós triplà Fokker Dr.I, un aparell distintiu amb què seria posteriorment associat, tot i que probablement no va fer ús d'aquest tipus d'aparell exclusivament fins que va ser redissenyat amb ales enfortides al novembre. Tot i la famosa associació de von Richthofen i el Fokker Dr. I, només vint de les seves vuitanta destruccions d'avions d'adversaris foren aconseguides amb aquest aparell. El seu Albatros D.III va ser el primer aparell pintat de vermell i amb el qual obtindria el seu renom i reputació.
Manfred donà suport al desenvolupament del Fokker D.VII amb comentaris i diverses aportacions per a millorar les deficiències dels aparells alemanys del moment. Tot i això, mai no va tenir l'oportunitat de volar en un d'aquests en combat, ja que fou abatut dies abans que entrés en servei.

## Flying Circus

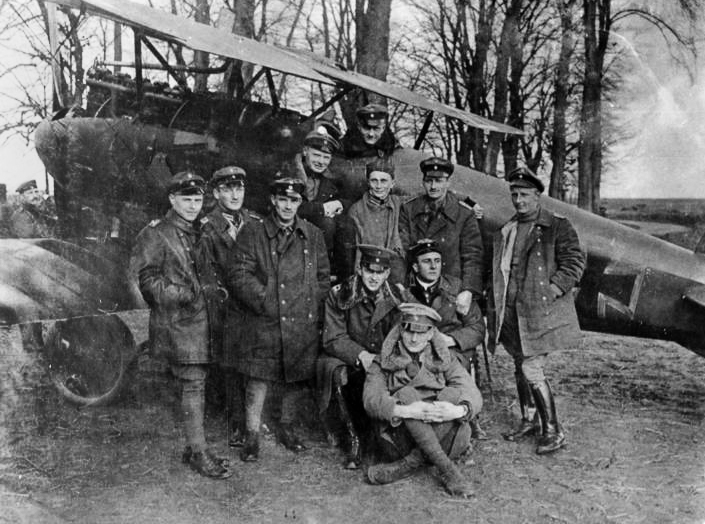
Manfred von Richthofen amb altres membres de la Jasta 11.

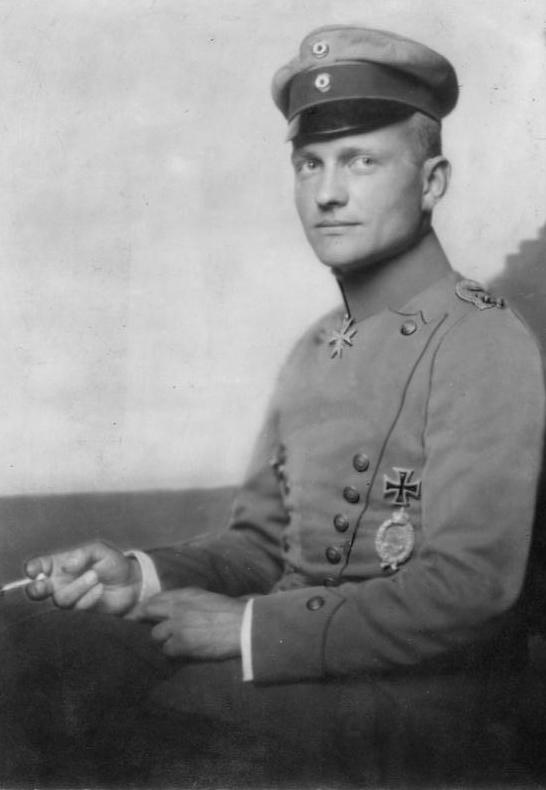
Manfred amb la condecoració "Orden Pour le Mérite" ascendit a Capità. 6 d'abril de 1917.

El gener de 1917, després de la seva victòria número 16 confirmada, von Richthofen rebé la Pour le Mérite (The Blue Max), la condecoració de més valor a l'Alemanya d'aleshores. En aquell mateix mes, es va fer càrrec de la Jasta 11, esquadró que finalment inclouria part de l'elit dels pilots alemanys, la majoria aprenents seus. Gran part d'aquests esdevindrien més tard, líders dels seus propis esquadrons. Ernst Udet (més tard Coronel-General Udet) fou membre del grup de von Richthofen.
Com a ajuda pràctica per al fàcil reconeixement dels aparells de l'esquadró en mig dels combats, els aparells de la Jasta 11 van adoptar aviat colors vermells amb diversos trets distintius individuals. Alguns dels aparells de von Richthofen foren pintats íntegrament de vermell. Aquest fet provocà repercussió i serví de propaganda per als alemanys, fins i tot fent que entre les files aliades se l'anomenés «Le Petit Rouge».

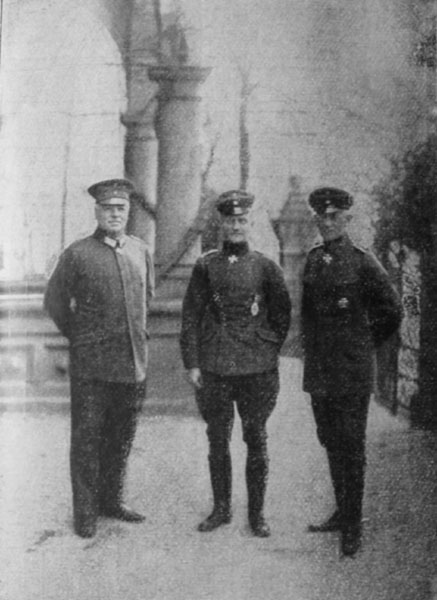
von Richthofen (centre) amb Hermann Thomsen (Cap del servei de l'aire alemany, esquerra) i Ernst von Hoeppner (Comandant del servei de l'aire alemany, dreta) al quarter general a Bad Kreuznach.

Richthofen liderà la seva nova unitat amb un èxit sense precedents, especialment durant el que es coneix per abril sagnant de 1917. Només en aquell mes, va fer caure 22 aparells britànics, el que porta el nombre oficial d'avions enemics destruïts a les 52. Al juny va esdevenir comandant de la primera de les noves formacions Jagdgeschwader (grup d'esquadrons) i liderar la Jagdgeschwader 1, composta per les Jasta 4, 6, 10 i 11. Aquestes eren bastant mòbils i sovint combinaven tàctiques i estratègies gràcies a la facilitat de comunicació entre les diverses parts del front, gràcies a les noves tecnologies. D'aquesta manera, la JG1 esdevingué el The Flying Circus (circ volador), un sobrenom degut tant a la mobilitat de la unitat (allotjant als membres fins i tot en tendes de campanya i els aparells de colors. A la fi del mes d'abril, el Flying Circus també començà a ser conegut com el Richthofen Circus (circ de Richthofen).
Manfred fou un estrateg brillant que va desenvolupar les tàctiques de Boelcke. A diferència d'aquest, però, liderava amb exemple i força de voluntat en lloc de simple inspiració. Sovint descrit com distant, poc emocional i sense sentit de l'humor, tot i que alguns companys defensaven precisament el contrari.
Tot i que estava actuant amb els deures d'un tinent coronel (en termes moderns de la Royal Air Force, un comandant d'ala) romangué capità. Al sistema britànic el més normal era tenir el rang apropiat considerant els deures i el nivell de comandància encara que no hi hagués una promoció formal. En canvi, a l'exèrcit alemany, no era inusual en temps de guerra que un oficial disposés d'un rang inferior al del que els seus deures implicaven, per què els oficials alemanys són promocionats seguint un protocol i no una promoció de camp de batalla. Per exemple, Erwin Rommel comandà un batalló d'infanteria essent capità el 1917 i 1918. Tampoc era costum que un fill tingués un rang més elevat que el seu pare, i el pare de von Richthofen era un major de reserva.

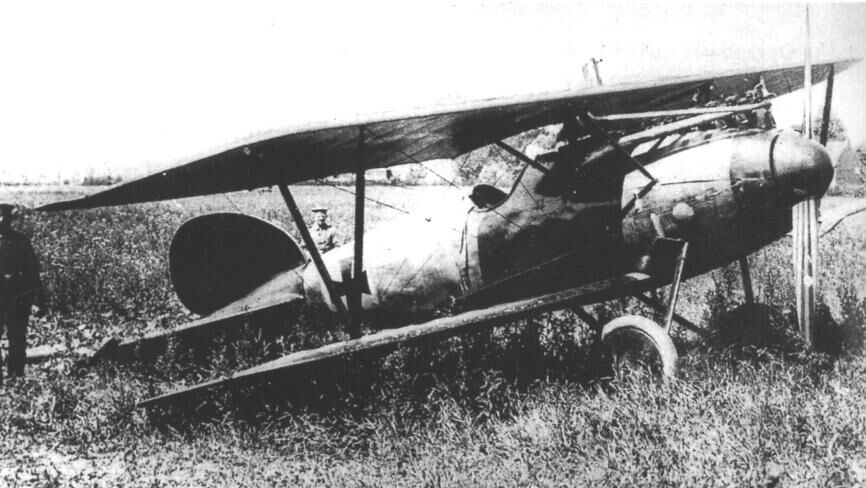
L'Albatros D.V de von Richthofen després del seu aterratge forçós prop de Wervicq.

### Ferit en combat
El 6 de juliol, durant un combat contra una formació de biplaces F.E.2d de l'Esquadró núm. 20 de la RFC, prop de Wervik, von Richthofen rebé una ferida greu al cap, recuperant la consciència amb temps suficient per executar un aterratge forçós. Més tard va ser hospitalitzat i obligat a quedar-se a terra durant diverses setmanes. La victòria aèria fou acreditada al capità Donald Cunnell del núm. 20, qui va morir pocs dies més tard.
Tot i que el Baró Roig retornà al servei actiu a l'octubre de 1917, es creu que la ferida hauria causat un mal crònic, ja que a partir de llavors sofrí marejos i mals de cap post-vol, així com un canvi de temperament. Fins i tot existeix una teoria que vincula aquesta ferida amb la seva mort (explicat més avall).

### Autor i heroi
Fou durant la seva convalescència que von Richthofen —probablement ajudat per un escriptor anònim d'alguna unitat de propaganda alemanya— va escriure la seva autobiografia, Der Rote Kampfflieger. Una traducció cap a l'anglès de J. Ellis Barker fou publicada el 1918 com The Red Battle Flyer. Tot i que von Richthofen morí abans que una versió revisada sortís a la llum, hi ha constància que va repudiar el llibre que el representava al seu parer com massa insolent» (o «arrogant») i que ell «ja no era aquest tipus de persona».
El 1918, von Richthofen havia esdevingut una llegenda i això causà certa por sobre si la seva mort podia causar un cop per a la moral del poble alemany. Ell mateix rebutjà acceptar una feina de despatx després de la ferida soferta i va declarar que els soldats alemanys no tenien elecció vers els seus deures i obligacions, i que, per això, ell continuaria volant i combatent. Certament, havia esdevingut part del culte d'adoració a la seva figura d'heroi, contínuament alimentada per la propaganda. La propaganda alemanya creà falsos rumors, incloent-hi que els britànics havien creat esquadrons especials per la caça de von Richthofen, i que oferien grans recompenses i una Victoria Cross a aquell pilot aliat que fos capaç d'abatre'l. Parts de les seves cartes fan pensar que es creia, almenys, una part d'aquests rumors.

## Mort

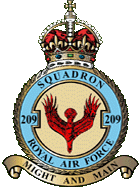
Insignia de l'esquadró 209 - l'àguila vermella caient simbolitza la caiguda del Baró Roig

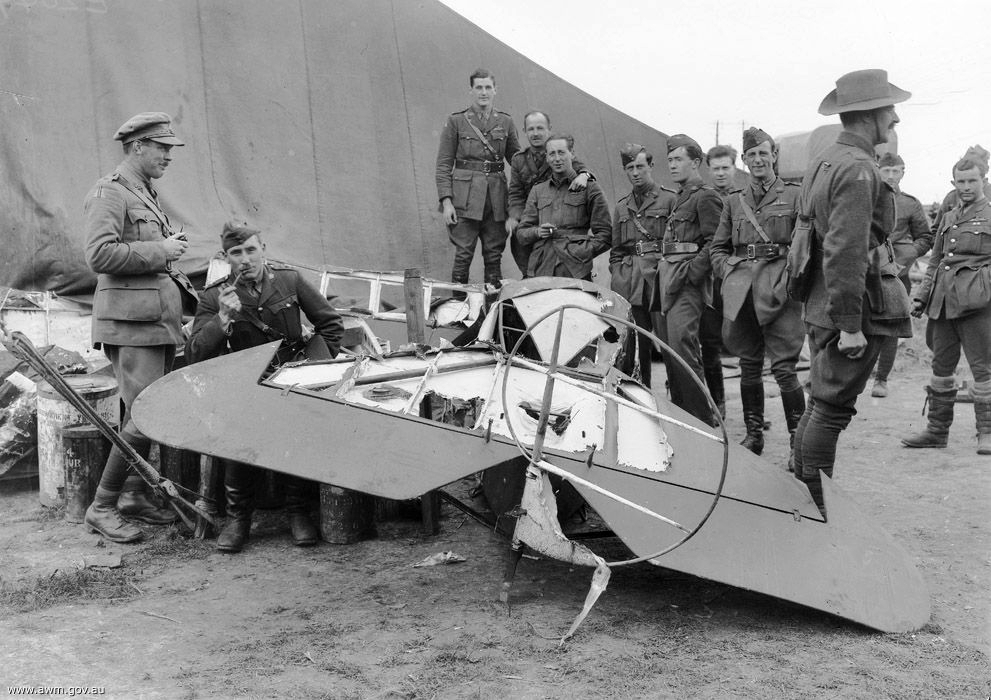
Soldats australians amb el triplà de von Richthofen, 425/17, després que aquest fos desballestat presa dels caçadors de souvenirs

Richthofen va morir just cap a les 11 del matí del 21 d'abril de 1918, mentre sobrevolava la Cresta de Morlancourt, prop del riu Somme. 49° 56′ 0.60″ N, 2° 32′ 43.71″ E / 49.9335000°N,2.5454750°E
Al moment de la seva mort, el baró perseguia a molt baixa altura un Sopwith Camel del pilot canadenc novell, el tinent Wilfrid "Wop" May de l'Esquadró núm. 209 de la RAF. Al mateix temps, el Richthofen el punt de mira durant un instant i atacat per un company d'escola (i comandant de l'esquadró aliat) de May, el capità canadenc Arthur Roy Brown, qui hagué de fer una maniobra perillosa per intervenir en descendir a gran velocitat mentre atacava i posteriorment en haver de reprendre el vol per evitar estavellar-se. Richthofen maniobrà per a esquivar aquest atac, i després prosseguí la seva persecució sobre May.
Fou probablement en aquest instant de la persecució de May quan von Richthofen fou ferit de mort per una sola bala del .303, la qual causa greus danys al seu cor i pulmons, el que fa suposar que la seva mort fos probablement ràpida. Als últims segons de vida, von Richthofen aconseguí fer un, tot i que precipitat, aterratge controlat a un camp prop de la carretera entre Bray i Corbie, just al nord de Vaux-sur-Somme, a un sector controlat per l'exèrcit australià. Un testimoni, l'artiller George Ridgway, afirmà que quan ell i altres soldats australians arribaren a l'aparell, von Richthofen encara era viu però que morí poc després. Un altre testimoni, el sergent Ted Smout de l'Australian Medical Corps, informà que l'última paraula de von Richthofen va ser kaputt.
El seu Fokker Dr.I, 425/17 no va ser especialment afectat per l'aterratge i la unitat aliada de l'aire més propera, l'Esquadró núm. 3 (RAAF), de la força de l'aire australiana, es va fer càrrec de les restes de von Richthofen.
El 2009, es trobà el certificat de defunció de von Richthofen als arxius d'Ostrów Wielkopolski, Polònia. Richthofen havia estat curtament estacionat a Ostrów (pertanyent a Alemanya fins a la fi de la Primera Guerra Mundial) abans d'anar a la guerra. El document d'una sola pàgina, escrit a mà en un registre de defuncions de 1918, escriu incorrectament von Richthofen per «Richthoven» i es limita a declarar que fou «mort el 21 d'abril de 1918», a causa de ferides de combat.

### Teories sobre la seva mort

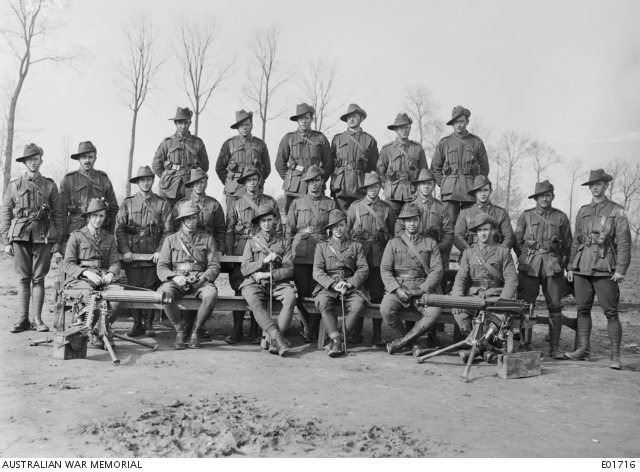
Fotografia de grup dels oficials i suboficials de la 24th Machine Gun Company (Austràlia) el març de 1918. El sergent Cedric Popkin és el segon per la dreta de la fila del mig.

Hipòtesis contradictòries i compromeses continuen avui envoltant la identitat de la persona que disparà el tret que causà la mort de von Richthofen.
La RAF acredità Brown amb la victòria. Tot i això, von Richthofen morí poc després que una bala fatal que va entrar-li per l'aixella dreta i tornar a sortir prop del mugró esquerre. Si aquesta hagués estat d'alguna de les metralladores de Brown, hauria estat impossible que von Richthofen hagués pogut continuar la seva persecució de May durant el temps que ho va seguir fent. El mateix Brown, mai va parlar sobre el que va passar aquell dia, dient que «no té sentit que jo ho comenti, l'evidència ja hi és».

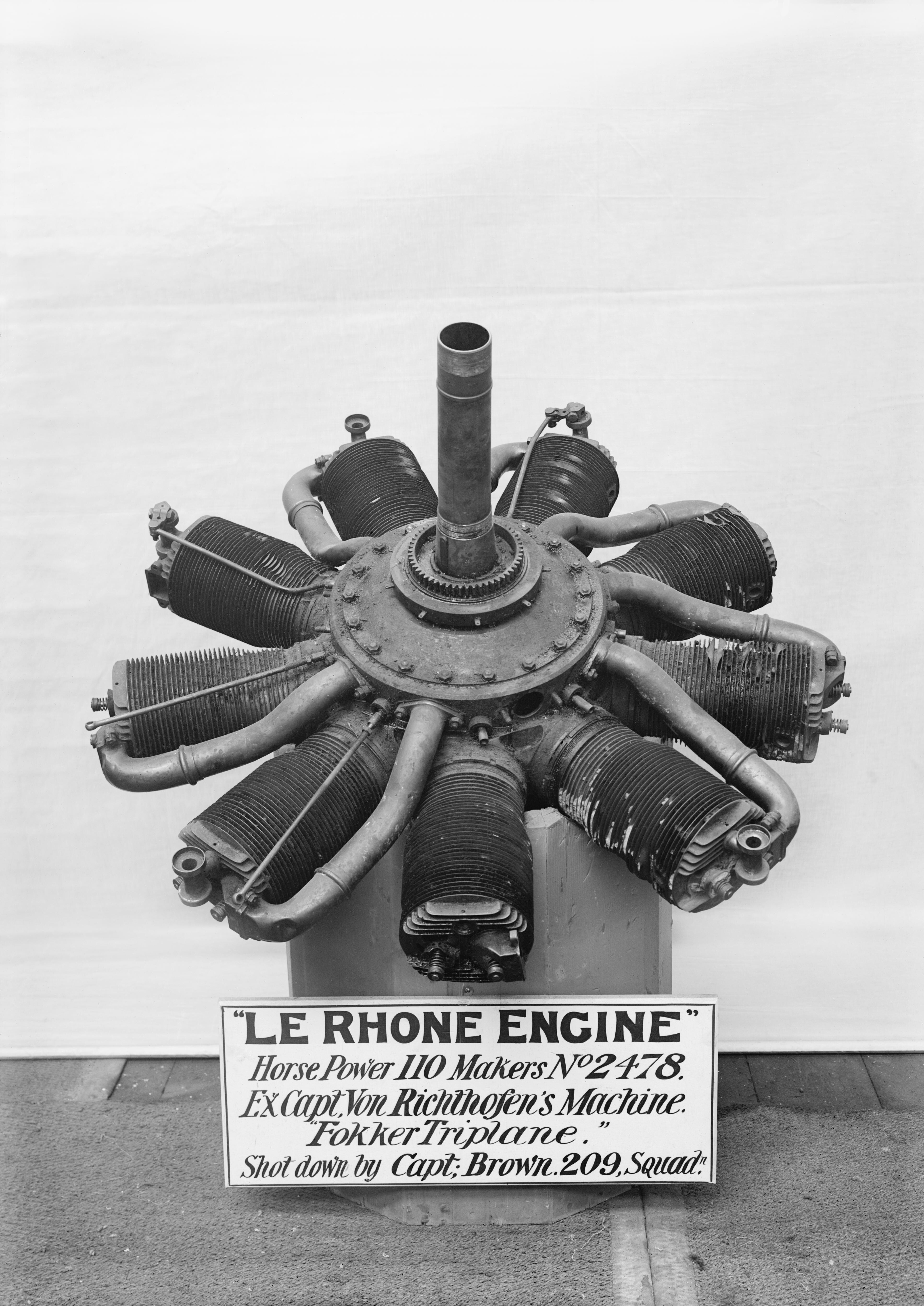
Fotografia del motor de l'avió abatut d'en Richtoffen exhibida a l'Imperial War Museum. A la llegenda s'atribueix el fet al Capità Brown. La data de la fotografia és d'entreguerres.

Els experts, però, estan generalment d'acord que von Richthofen fou mort per algú des de terra. La trajectòria marcada per la ferida del seu cos indicava que la bala havia seguit un camí ascendent, des del costat dret, i més important, que probablement havia estat rebuda poc temps després de l'atac de Brown.
Moltes fonts, incloent-hi l'article de 1998 de Geoffrey Miller, un metge i historiador de medicina militar, i un documental del Public Broadcasting Service estatunidenc l'any 2003, han suggerit que el Sergent Cedric Popkin és probablement la persona que matà von Richthofen. Popkin era un artiller antiaeri de la 24th Machine Gun Company (Austràlia) i utilitzava una metralladora Vickers. Va disparar von Richthofen en dues ocasions: primer quan es dirigia directament cap a la seva posició, i després, a llarga distància des de la dreta. Popkin estava situat a la posició correcta per haver executat el tir fatal quan von Richthofen feu la segona passada.
El 1935, Popkin escrigué una carta, que incloïa un mapa dibuixat, a l'historiador oficial de guerra australià, explicant la seva creença que ell havia disparat el tret fatal, mentre von Richthofen es dirigia cap a ell. En aquest últim aspecte, Popkin anava errat, ja que la bala que causà la mort de Richthofen venia del seu costat dret.
El 2002 un documental produït per Discovery Channel suggerí que l'artiller W. J. «Snowy» Evans, de la 53rd Battery, 14th Field Artillery Brigade, Royal Australian Artillery, era probablement qui havia matat von Richthofen amb una metralladora Lewis. Tot i això, Miller i el documental de la PBS van rebutjar aquesta teoria després de considerar l'angle amb què Evans hauria disparat a von Richthofen.
Altres fonts han suggerit que l'artiller Robert Buie (també de la 53rd Battery) hauria pogut disparar el tret letal. Hi ha poc suport a aquesta teoria, però. No obstant això, el març de 2007, la municipalitat de Hornsby Shire, Sydney, Austràlia, va reconèixer Buie, exresident, com l'home que va abatre von Richthofen. Van ubicar una placa commemorativa prop de l'antiga casa de Buie als suburbis de Brooklyn. Buie, que va morir el 1964, mai no ha estat reconegut oficialment en cap altre acte.
L'oficial comandant de l'Esquadró núm. 3 de l'exèrcit de l'aire australià (Australian Flying Corps), el major David Blake suggerí inicialment que von Richthofen havia estat abatut pels membres d'un dels seus esquadrons de R.E.8 que havien combatut la unitat de von Richthofen aquella tarda. Tot i això, aquesta teoria va ser ràpidament rebutjada, i després de veure l'autòpsia, el mateix Blake va donar suport a la teoria que algun artiller antiaeri havia causat la mort de von Richthofen.

### Teories sobre l'últim combat
Richthofen era un pilot de caça altament experimentat i destre, conscient del perill del foc antiaeri. A més, estava totalment d'acord amb les regles dels combats aeris del seu mentor Oswald Boelcke, fortament en contra de prendre riscs absurds. Dit això, està universalment reconegut que el comportament de von Richthofen al seu últim combat fou totalment inusual i contradictori en diversos aspectes. A causa d'aquest fet, han aparegut diverses teories per explicar aquest comportament.
El 1999, un investigador en medicina alemany, Henning Allmers, publicà un article a la revista mèdica britànica The Lancet, suggerint que la ferida soferta al cap per von Richthofen sofrida el juliol de 1917 podria haver influït en la seva mort. Aquesta teoria rebé suport el 2004 per un grup d'investigadors de la University of Texas. El comportament de von Richthofen després d'aquella ferida es va considerar normal per a un pacient amb ferides al cervell. Les conseqüències d'aquesta ferida podrien explicar l'absència de judici en les seves maniobres durant el seu últim combat: volava massa baix en territori enemic i tenia una fixació per a determinat objectiu (May).
També és possible que von Richthofen patís estrès acumulatiu en combat (o fatiga de combat), que li fes oblidar-se de les seves habituals precaucions. Val a dir que un dels asos britànics amb més victòries, el Major Edward "Mick" Mannock fou mort per artilleria antiaèria el 26 de juliol de 1918 mentre creuava les línies a molt baixa alçada, quelcom que ell mateix sempre havia advertit no fer als seus pilots. Un dels asos francesos més populars, Georges Guynemer, va desaparèixer l'11 de setembre de 1917, probablement mentre atacava a un biplaça sense adonar-se que diversos Fokker l'estaven escortant.
També se suggereix a un llibre del 2007 de Franks i Bennett, que el dia de la mort de von Richthofen, el vent predominant era d'uns 40 km per hora en sentit oest en comptes de les habituals 40 km/h en sentit est. Això significa que von Richthofen, habitualment pilotant en sentit oest a una velocitat en l'aire d'uns 160 km per hora, hauria volat sobre el terra a una velocitat de 200 km per hora en lloc de les velocitats més normals prop de terra de120 km per hora. Això significa un 67% més ràpid del normal i podria haver anat a parar sobre les línies enemigues quasi sense adonar-se'n, especialment mentre estava intentant arreglar una metralladora encallada i disparava petites ràfegues amb l'altra just abans de necessitar recarregar-la.
Una valoració d'aquests factors ha de tenir en compte les circumstàncies del moment. Al moment de la mort de von Richthofen, el front estava en plena ebullició, seguint amb l'èxit inicial de l'ofensiva alemanya de la primavera del març-abril de 1918. Era probable que von Richthofen fos conscient que aquell combat era part de l'última possibilitat real d'Alemanya per guanyar la guerra —enfront de la superioritat aèria aliada—, l'exèrcit de l'aire alemany tenia greus dificultats per aconseguir informació en missions de reconeixement que resultaven vitals, i podien fer poc per evitar l'èxit de les missions de reconeixement dels esquadrons aliats que comptaven amb el suport dels exèrcits de terra.

### Enterrament

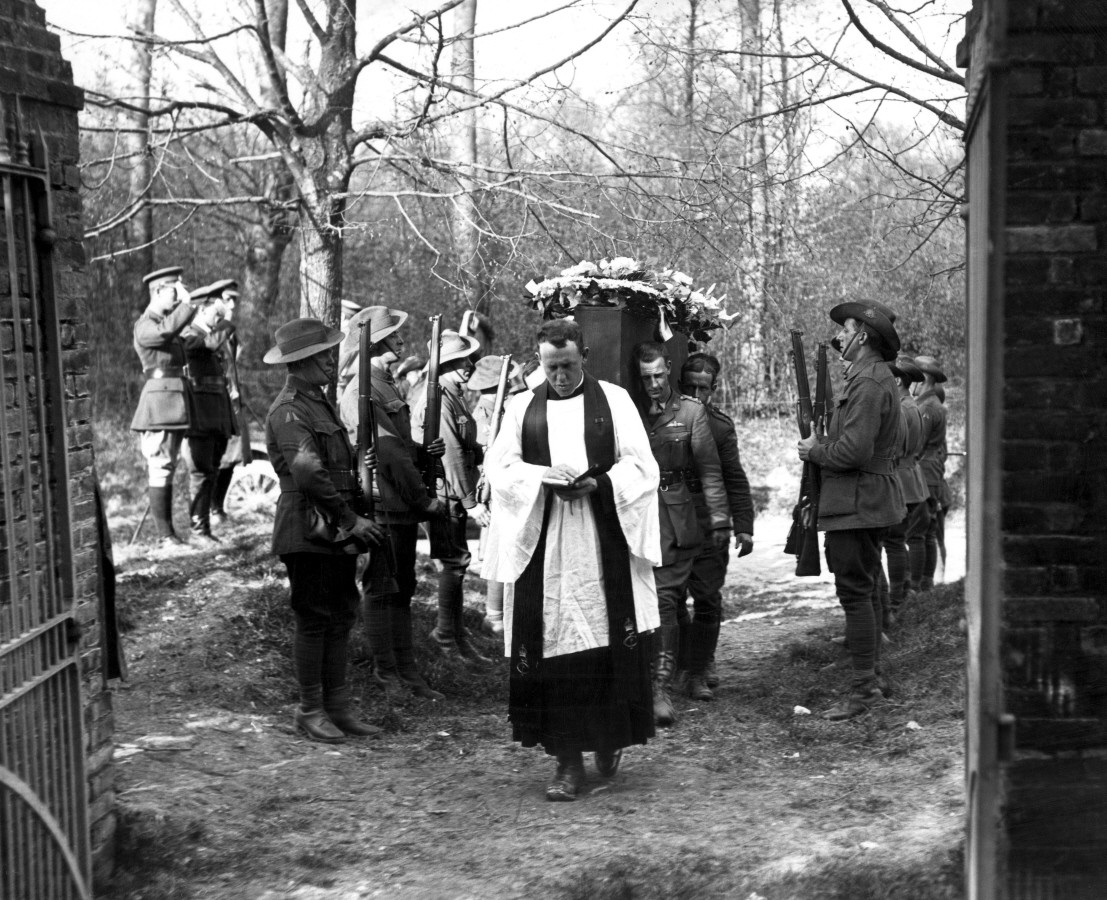
Els oficials de l'Esquadró núm. 3 foren els portadors del fèretre i els altres membres de l'esquadró actuaren com a guàrdies d'honor durant el funeral del Baró Roig el 22 d'abril de 1918.

Comunament amb la majoria d'oficials de l'aire aliats, el major Blake, qui fou responsable de les restes de von Richthofen, el considerà amb gran respecte, i va organitzar un funeral militar complet, dut a terme pel personal de l'Esquadró núm. 3.
Richthofen fou enterrat al cementiri del poble de Bertangles, prop d'Amiens, el 22 d'abril de 1918. Sis capitans de l'aire (el mateix rang que ostentava von Richthofen) van portar el fèretre, i la guàrdia d'honor formada per membres d'altres rangs de l'esquadró va executar la salutació militar. Els esquadrons aliats estacionats prop presentaren ofrenes florals, una de les quals duia escrit «al nostre valent i digne enemic».
S'ha especulat que la formació missing man pot provenir d'una exhibició aèria organitzada per a ell. Desafortunadament els relats de l'època no mencionen aquesta exhibició i, per tant, aquest fet no ha pogut ésser verificat.
A principi dels anys 1920, les autoritats franceses van crear un cementiri militar a Fricourt, al qual un gran nombre d'alemanys morts durant la guerra foren reenterrats, d'entre els quals von Richthofen. El 1925, el germà més petit de Manfred von Richthofen, Bolko, recuperà el cos i el portà cap a Alemanya. La intenció de la família era que Manfred descansés al cementiri de Schweidnitz, al costat de les tombes del pare i del germà Lothar, mort en un accident durant la postguerra (1922). El govern alemany sol·licità, però, que fos enterrat al Cementiri de Invalidenfriedhof a Berlín, on molts herois militars alemanys i líders passats havien estat enterrats, i la família acceptà. Més tard l'Alemanya Nazi va organitzar una ostentosa cerimònia de record sobre aquesta tomba i erigir una nova i gegantina làpida amb la paraula: «Richthofen». Durant la Guerra Freda, l'Invalidenfriedhof estava a la zona controlada pels soviètics, i la làpida quedà marcada per bales disparades a gent que intentava passar a l'oest. El 1975, les restes foren mogudes a la tomba familiar a Südfriedhof aWiesbaden.

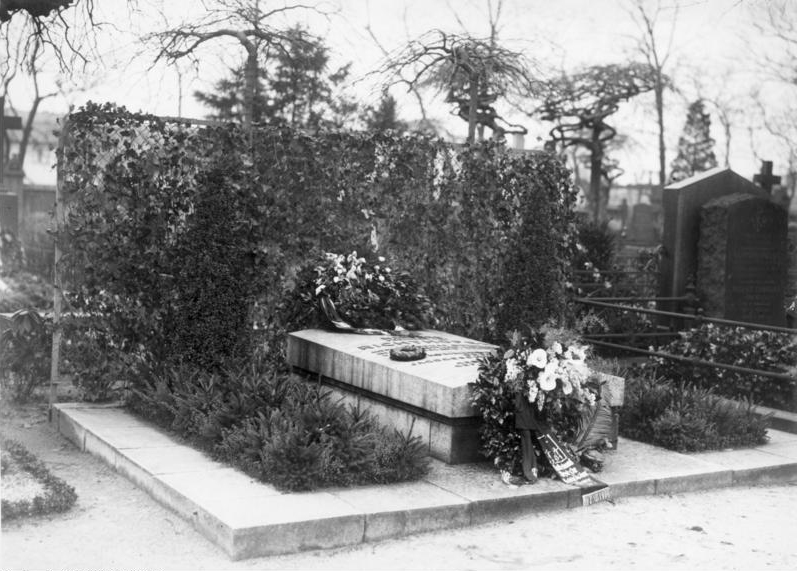
Tomba de Berlín (1931).

## Nombre de victòries
Des de la Primera Guerra Mundial, diversos autors han qüestionat el fet que von Richthofen hagués destruït vuitanta avions enemics i van insistir que el seu rècord fou exagerat amb finalitats propagandístiques. Alguns proposaven que s'havia atorgat victòries abatudes per membres del seu esquadró o ala.
Però en realitat, les destruccions d'avions enemics per von Richthofen estan més ben documentades que les de la majoria d'asos. Una llista completa dels aparells amb què havia estat acreditat fou publicada el 1958 amb detalls molt ben documentats dels esquadrons de la Royal Flying Corps (més tard Royal Air Force), amb números de sèrie dels aparells, i fins i tot les identitats dels aviadors morts o capturats. 73 de les 80 «victòries» llistades coincideixen amb dades documentades pels britànics. Un estudi dut a terme per l'historiador britànic Norman Franks i dos companys, publicat com Under the Guns of the Red Baron el 1998, arribà a la mateixa conclusió sobre el grau de precisió de les victòries reclamades per von Richthofen. També incloïa victòries sense confirmar que haurien pujat el nombre de victòries per sobre de les 100.
Per a fer una comparació, l'as amb més victòries aliades, el francès René Fonck, obtingué 75 victòries confirmades i 52 victòries no confirmades rere les línies enemigues. Els dos asos amb més victòries de l'Imperi Britànic, el britànic Edward Mannock amb 73 victòries confirmades.(essent un dels pilots victòries de les quals també han estat molt discutides) i el canadenc Billy Bishop acreditat amb 72 victòries.
També cal tenir en compte que mentre les primeres victòries de von Richthofen i la creació de la seva llegenda coincidiren amb el període de la superioritat aèria alemanya, molts dels seus èxits foren aconseguits en contra d'un enemic superior numèricament, que volava amb aparells superiors en tots els aspectes al de von Richthofen.

## Víctimes
Cal tenir en compte que una victòria no implica la mort del pilot o la tripulació enemiga, fet que fa que alguns dels pilots que apareixen en la llista, poguessin tornar a combatre.
| Victòria núm. | Víctima/es                            | Data        | Hora      | Esquadró | Aparell          | Aparell oponent             | Lloc                                                              |
| ------------- | ------------------------------------- | ----------- | --------- | -------- | ---------------- | --------------------------- | ----------------------------------------------------------------- |
| 1             | Lionel Morris Tom Rees                | 17 set 1916 | 1100      | Jasta 2  | Albatros D.II    | F.E.2b (7018)               | Prop de Villers Plouich                                           |
| 2             | Herbert Bellerby                      | 23 set 1916 | 1100      | Jasta 2  | Albatros D.II    | Martinsyde G.100 (7481)     | Bapaume                                                           |
| 3             | Ernest Lansdale Albert Clarkson       | 30 set 1916 | 1150      | Jasta 2  | Albatros D.II    | F.E.2b (6973)               | Prop de Lagnicourt                                                |
| 4             | William Fenwick                       | 07 oct 1916 | 0910      | Jasta 2  | Albatros D.II    | B.E.12 (6618)               | Prop de Equancourt                                                |
| 5             | John Thompson                         | 16 oct 1916 | 0500      | Jasta 2  | Albatros D.II    | B.E.12 (6580)               | Prop d'Ypres                                                      |
| 6             | Arthur Fisher                         | 25 oct 1916 | 0935      | Jasta 2  | Albatros D.II    | B.E.12 (6629)               | Prop de Bapaume                                                   |
| 7             | Cuthbert Baldwin George Bentham       | 03 nov 1916 | 1410      | Jasta 2  | Albatros D.II    | F.E.2b (7010)               | NE de Grevillers Wood                                             |
| 8             | Ian Cameron                           | 09 nov 1916 | 1030      | Jasta 2  | Albatros D.II    | B.E.2c (2506)               | Beugny                                                            |
| 9             | Thomas Clarke James Lees              | 20 nov 1916 | 0940      | Jasta 2  | Albatros D.II    | B.E.2c (2767)               | S de Grandcourt                                                   |
| 10            | Gilbert Hall George Doughty           | 20 nov 1916 | 1615      | Jasta 2  | Albatros D.II    | F.E.2b (4848)               | Grandcourt                                                        |
| 11            | Lanoe Hawker                          | 23 nov 1916 | 1500      | Jasta 2  | Albatros D.II    | D.H.2 (5964)                | S de Bapaume                                                      |
| 12            | Philip Hunt                           | 11 des 1916 | 1155      | Jasta 2  | Albatros D.II    | D.H.2 (5986)                | Prop d'Arràs                                                      |
| 13            | Gerald Knight                         | 20 des 1916 | 1130      | Jasta 2  | Albatros D.II    | D.H.2 (7927)                | Menchy                                                            |
| 14            | Lionel D'Arcy Reginald Whiteside      | 20 des 1916 | 1345      | Jasta 2  | Albatros D.II    | F.E.2b (A5446)              | Moreuil                                                           |
| 15            |                                       | 27 des 1916 | 1625      | Jasta 2  | Albatros D.II    | D.H.2 (5985)                | S d'Arràs                                                         |
| 16            | Allan Todd                            | 04 gen 1917 | 1615      | Jasta 2  | Albatros D.II    | Sopwith Pup (N5193)         | Prop de Metz en Coûture                                           |
| 17            | John Hay                              | 23 gen 1917 | 1610      | Jasta 11 | Albatros D.III   | F.E.8 (6388)                | SO de Lens                                                        |
| 18            | John MacLennan Oscar Greig            | 24 gen 1917 | 1215      | Jasta 11 | Albatros D.III   | F.E.2b (6997)               | O de Vimy                                                         |
| 19            | Percival Murray Duncan McRae          | 01 feb 1917 | 1600      | Jasta 11 | Albatros D.II    | B.E.2d (6742)               | 1 km SO de Thelus                                                 |
| 20            | Cyril Bennett Herbert Croft           | 14 feb 1917 | 1200      | Jasta 11 | Albatros D.II    | B.E.2d (6231)               | O de Loos                                                         |
| 21            | George Bailey George Hampton          | 14 feb 1917 | 1645      | Jasta 11 | Albatros D.II    | B.E.2c (2543)               | SO de Mazingarbe                                                  |
| 22            | James Crosbee John Prance             | 04 mar 1917 | 1250      | Jasta 11 | Albatros D.II    | B.E.2d (5785)               | 1 km N de Loos                                                    |
| 23            | Herbert Green Alexander Reid          | 04 mar 1917 | 1620      | Jasta 11 | Albatros D.II    | Sopwith 1½ Strutter (A1108) | Acheville                                                         |
| 24            | Gerald Gosset-Bibby Geoffrey Brichta  | 06 mar 1917 | 1700      | Jasta 11 | Albatros D.II    | B.E.2e (A2785)              | Souchez                                                           |
| 25            | Arthur Pearson                        | 09 mar 1917 | 1155      | Jasta 11 | Albatros D.III   | D.H.2 (A2571)               | Entre Roclincourt i Bailleul                                      |
| 26            | James Smyth Edward Byrne              | 11 mar 1917 | 1200      | Jasta 11 | Halberstadt D.II | B.E.2d (6232)               | S de La Folie Wood                                                |
| 27            | Arthur Boultbee Frederick King        | 17 mar 1917 | 1130      | Jasta 11 | Halberstadt D.II | F.E.2b (A5439)              | Oppy                                                              |
| 28            | George Watt Ernest Howlett            | 17 mar 1917 | 1700      | Jasta 11 | Halberstadt D.II | B.E.2g (2814)               | O de Vimy                                                         |
| 29            | Siney Quicke William Lidsey           | 21 mar 1917 | 1730      | Jasta 11 | Halberstadt D.II | B.E.2e (A3154)              | Munt 123, N de Neuville                                           |
| 30            | Richard Baker                         | 24 mar 1917 | 1155      | Jasta 11 | Halberstadt D.II | SPAD VII (A6706)            | Givenchy-en-Gohelle                                               |
| 31            | Guy Gilbert                           | 25 mar 1917 | 0820      | Jasta 11 | Halberstadt D.II | Nieuport 17 (A6689)         | Tilloy                                                            |
| 32            | Patrick Powell Percy Bonner           | 02 abr 1917 | 0835      | Jasta 11 | Albatros D.III   | B.E.2d (5841)               | Farbus                                                            |
| 33            | Peter Warren Reuel Dunn               | 02 abr 1917 | 1115      | Jasta 11 | Albatros D.III   | Sopwith 1½ Strutter (A2401) | Givenchy                                                          |
| 34            | Donald McDonald John O'Beirne         | 03 abr 1917 | 1615      | Jasta 11 | Albatros D.III   | F.E.2d (A6382)              | Entre Lens i Lieven                                               |
| 35            | Arthur Lechler Herbert George         | 05 abr 1917 | 1115      | Jasta 11 | Albatros D.III   | Bristol F.2b (A3340)        | Lewarde, S de Douai                                               |
| 36            | Alfred Adams Donald Stewart           | 05 abr 1917 | 1130      | Jasta 11 | Albatros D.III   | Bristol F.2a (A3343)        | Cuincy                                                            |
| 37            | George Smart                          | 07 abr 1917 | 1745      | Jasta 11 | Albatros D.III   | Nieuport 17 (A6645)         | Mercatel                                                          |
| 38            | Leonard Cantle John Heagerty          | 08 abr 1917 | 1140      | Jasta 11 | Albatros D.III   | Sopwith 1½ Strutter (A2406) | Prop de Farbus                                                    |
| 39            | Keith MacKenzie Guy Everingham        | 08 abr 1917 | 1640      | Jasta 11 | Albatros D.III   | B.E.2g (A2815)              | Vimy                                                              |
| 40            | Claude Derwin Pierson, H              | 11 abr 1917 | 0925      | Jasta 11 | Albatros D.III   | B.E.2d (2501)               | Willerval                                                         |
| 41            | James Stuart Maurice Wood             | 13 abr 1917 | 0858      | Jasta 11 | Albatros D.III   | R.E.8 (A3190)               | Entre Vitry i Brebières                                           |
| 42            | James Cunniffe Batten, WJ             | 13 abr 1917 | 1245      | Jasta 11 | Albatros D.III   | F.E.2b (A831)               | Entre Monchy i Feuchy                                             |
| 43            | Allan Bates William Barnes            | 13 abr 1917 | 1935      | Jasta 11 | Albatros D.III   | F.E.2b (4997)               | Noyelles-Godault, prop de Henin Liétard                           |
| 44            | William Russell                       | 14 abr 1917 | 0915      | Jasta 11 | Albatros D.III   | Nieuport 17 (A6796)         | 1 km S de Bois Bernard                                            |
| 45            | Alphonso Pascoe Frederick Andrews     | 16 abr 1917 | 1730      | Jasta 11 | Albatros D.III   | B.E.2e (3156)               | Entre Bailleul i Gavrelle                                         |
| 46            | Waldemar Frabklin William Fletcher    | 22 abr 1917 | 1710      | Jasta 11 | Albatros D.III   | F.E.2b (7020)               | Prop de Lagnicourt                                                |
| 47            | Eric Welch Amos Tollervey             | 23 abr 1917 | 1205      | Jasta 11 | Albatros D.III   | B.E.2f (A3168)              | Mericourt                                                         |
| 48            | William Follit Frederick Kirkham      | 28 abr 1917 | 0930      | Jasta 11 | Albatros D.III   | B.E.2e (7221)               | E de Pelves, SE cantonada del quadrant 6998                       |
| 49            | Richard Applin                        | 29 abr 1917 | 1205      | Jasta 11 | Albatros D.III   | SPAD VII (B1573)            | Prop de Lecluse                                                   |
| 50            | George Stead Alfred Beebee            | 29 abr 1917 | 1655      | Jasta 11 | Albatros D.III   | F.E.2d (4898)               | SO d'Inchy, Munt 90, prop de Pariville                            |
| 51            | David Davies George Rathbone          | 29 abr 1917 | 1925      | Jasta 11 | Albatros D.III   | B.E.2e (2738)               | Prop de Rouex                                                     |
| 52            | Edward Cuzner                         | 29 abr 1917 | 1940      | Jasta 11 | Albatros D.III   | Sopwith Triplane (N5463)    | Entre Billy-Montigny i Sallaumines                                |
| 53            | Ralph Ellis Harold Barlow             | 18 jun 1917 | 1315      | JG I     | Albatros D.III   | R.E.8 (A4290)               | Hof Struywe, quadrant V.42                                        |
| 54            | Robert Farquhar                       | 23 jun 1917 | 2130      | JG I     | Albatros D.V     | SPAD VII (B1530)            | N d'Ypres                                                         |
| 55            | Norman McNaughton Angus Means         | 24 jun 1917 | 0910      | JG I     | Albatros D.V     | D.H.4 (A7473)               | Entre Keibergmelen i Lichtensteinlager                            |
| 56            | Leslie Bowman James Power-Clutterbuck | 25 jun 1917 | 1840      | JG I     | Albatros D.V     | R.E.8 (A3847)               | Prop de Le Bizet                                                  |
| 57            | Hubert Wheatley Frank Pascoe          | 02 jul 1917 | 1020      | JG I     | Albatros D.V     | R.E.8 (A3538)               | Deulemont                                                         |
| 58            | William Williams                      | 16 ago 1917 | 0755      | JG I     | Albatros D.V     | Nieuport 23 (A6611)         | Prop de Polygoonbos (Flandes)                                     |
| 59            | Coningsby Williams                    | 26 ago 1917 | 0730      | JG I     | Albatros D.V     | SPAD VII (B3492)            | Entre Poelcapelle i Langemarck                                    |
| 60            | John Madge Walter Kember              | 01 set 1917 | 0750      | JG I     | Fokker F.I       | R.E.8 (B782)                | Prop de Zonnebeke                                                 |
| 61            | Algernon Bird                         | 03 set 1917 | 0735      | JG I     | Fokker F.I       | Sopwith Pup (B1795)         | S de Bousbecque                                                   |
| 62            | James Boddy                           | 23 set 1917 | 1400      | JG I     | Albatros D.V     | D.H.5 (A9299)               | SE cantonada de Bourlon Wood                                      |
| 63            | Donald MacGregor                      | 30 set 1917 | 1430      | JG I     | Albatros D.V     | S.E.5a (B644)               | Prop de Moevres                                                   |
| 64            | Leonard Clutterbuck Henry Sparks      | 12 mar 1918 | 1110-1115 | JG I     | Fokker DR.I      | Bristol F.2b (B1251)        | N de Nauroy, quadrant 2858                                        |
| 65            | Elmer Heath                           | 13 mar 1918 | 1035      | JG I     | Fokker DR.I      | Sopwith Camel (B2523)       | Entre Gonnelieu i Banteux, quadrant 1853                          |
| 66            | William Ivamy                         | 18 mar 1918 | 1115      | JG I     | Fokker DR.I      | Sopwith Camel (B5243)       | carretera de Molain a Vaux-Andigny                                |
| 67            | John McCone                           | 24 mar 1918 | 1445      | JG I     | Fokker DR.I      | S.E.5a (C1054)              | Combles                                                           |
| 68            | Donald Cameron                        | 25 mar 1918 | 1555      | JG I     | Fokker DR.I      | Sopwith Camel (C1562)       | carretera de Bapaume a Albert                                     |
| 69            | Allan Denovan                         | 26 mar 1918 | 1645      | JG I     | Fokker DR.I      | S.E.5a (B511)               | S de Contalmaison                                                 |
| 70            | Jack Reading Matthew Leggat           | 26 mar 1918 | 1700      | JG I     | Fokker DR.I      | R.E.8 (B742)                | 2 km NE d'Albert                                                  |
| 71            | Thomas Sharpe                         | 27 mar 1918 | 0900      | JG I     | Fokker DR.I      | Sopwith Camel (C6733)       | Ancre, 1 km N d'Aveluy, N d'Albert                                |
| 72            | Edward Smart Kenneth Barford          | 27 mar 1918 | 1630      | JG I     | Fokker DR.I      | A.W.F.K.8 (B288)            | 2 km O de Foucaucourt                                             |
| 73            | George Harding                        | 27 mar 1918 | 1635      | JG I     | Fokker DR.I      | Sopwith Dolphin (C4016)     | 1 km N de Chuignolles, S de Bray-sur-Somme                        |
| 74            | Joseph Bertram Taylor Eric Betley     | 28 mar 1918 | 1220      | JG I     | Fokker DR.I      | A.W.F.K.8 (C8444)           | Prop de Mericourt                                                 |
| 75            | Ernest Jones Robert Newton            | 02 abr 1918 | 1230      | JG I     | Fokker DR.I      | R.E.8 (A3868)               | Munt 104, NE de Moreuil                                           |
| 76            | Sydney Smith                          | 06 abr 1918 | 1545      | JG I     | Fokker DR.I      | Sopwith Camel (D6491        | NE de Villers-Bretonneux, prop de la cantonada E de Bois de Hamel |
| 77            | Albert Gallie                         | 07 abr 1918 | 1130      | JG I     | Fokker DR.I      | Sopwith Camel (D6550)       | Prop de Hangard                                                   |
| 78            | Ronald Adams                          | 07 abr 1918 | 1205      | JG I     | Fokker DR.I      | Sopwith Camel (D6554)       | 500 m E del Munt 104, N de Villers-Bretonneux                     |
| 79            | Richard Raymond-Barker                | 20 abr 1918 | 1840      | JG I     | Fokker DR.I      | Sopwith Camel (D6439)       | SO de Bois de Hamel                                               |
| 80            | David Lewis                           | 20 abr 1918 | 1843      | JG I     | Fokker DR.I      | Sopwith Camel (B7393)       | NE de Villers-Bretonneux                                          |

## Honors i tributs

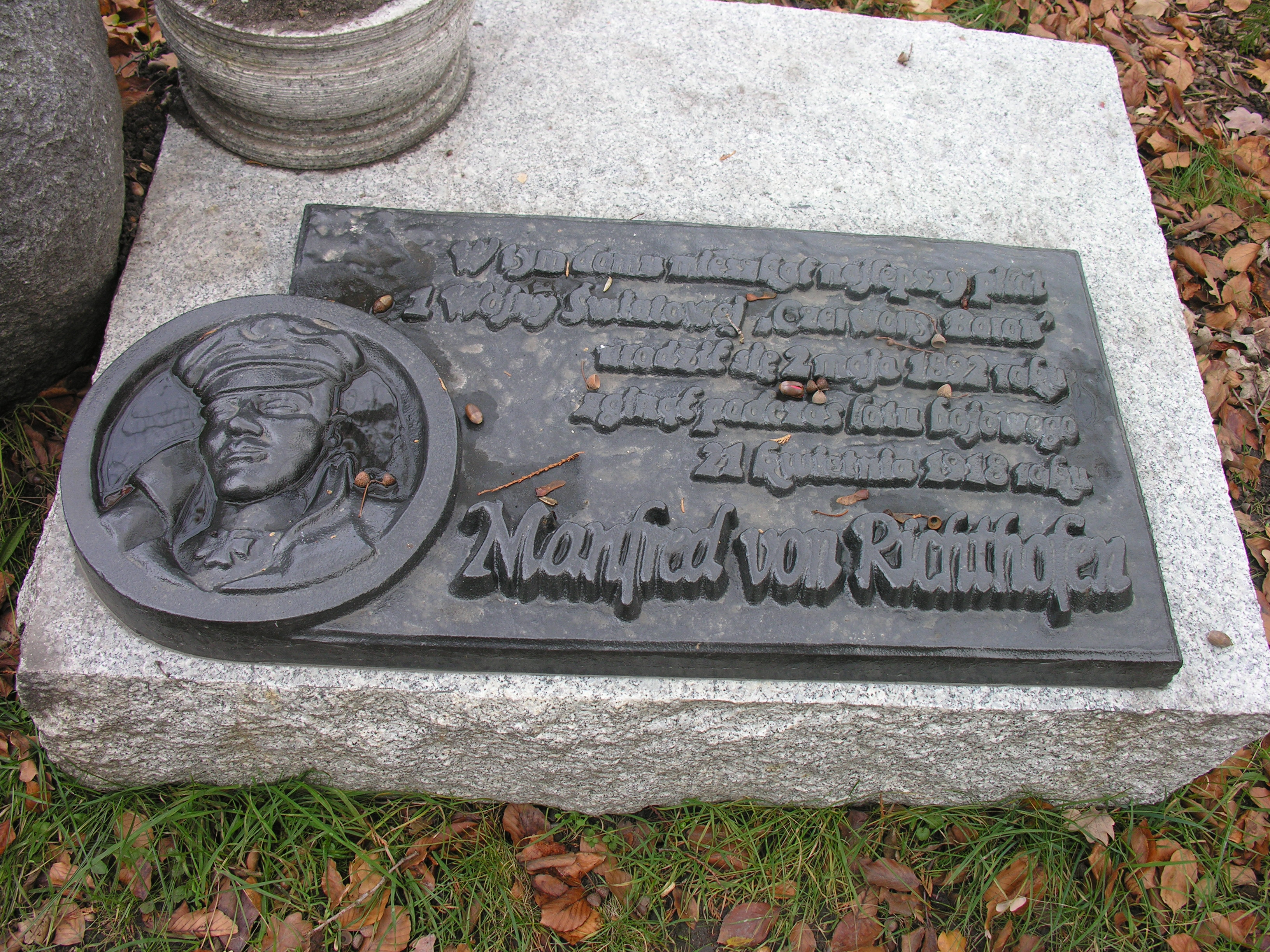
Memorial en polonès a l'antiga casa de von Richthofen en la Świdnica d'avui en dia.

Condecoracions
 Orde Pour le Mérite de Prússia: 12 de gener de 1917 (en reconeixement de la seva victòria número 16).
 Orde de l'Àguila Roja de Prússia de tercera classe amb corona i espases: 6 d'abril de 1918 (en reconeixement de la seva victòria número 70).
 Creu de Cavaller de l'Orde de la Casa de Hohenzollern de Prússia, creu del rei amb espases: 11 de novembre de 1916.
 Creu de Ferro de Prússia de primera classe (1914).
 Creu de Ferro de Prússia de segona classe: 12 de setembre de 1914.
 Orde del Mèrit Militar (Baviera), quarta classe amb espases: 29 d'abril de 1917.
 Orde Militar de Sant Enric (Saxònia), Creu del Cavaller: 16 d'abril de 1917.
 Orde al mèrit militar (Württemberg), Creu del Cavaller: 13 d'abril de 1917.
 Creu de Cavaller de I classe amb espases de l'Orden de la Casa Ernestina de Saxònia (lliurat pel Duc de Saxe-Coburg i Gotha): 9 de maig de 1917.
 Condecoració d'honor general "a la valentia". (Hesse)
 Creu al Mèrit de Guerra (Lippe): 13 d'octubre de 1917.
- "Creu del Servei Fidel (Schaumburg-Lippe): 10 d'octubre de 1917.

 Creu Hanseàtica de Bremen: 25 de setembre de 1917.
 Creu hanseàtica de Lübeck: 22 de setembre de 1917.
 Orde de la Corona de Ferro d'Àustria, de tercera classe amb decoració de guerra: 8 d'agost de 1917.
 Creu Austro-Hongaresa del Mèrit Militar, de tercera classe amb decoració de guerra.
- Orde al Valor de Bulgària, quarta classe (primer nivell): juny de 1917.

 Medalla Imtiaz en Plata amb Sabres (Imperi Otomà)
 Medalla Liakat en Plata amb Sabres (Imperi Otomà)
 Medalla de Guerra (Imperi Otomà): 4 de novembre de 1917.
- Placa de l'exèrcit alemany de l'aire.
- Placa d'observador de l'exèrcit alemany de l'aire.[39]
- Placa de pilot de camp austríaca (disseny de Franz Joseph).

Tributs
En diversos moments, diferents esquadrons (Geschwader de l'alemany, "groups" dels països de la Commonwealth, "escadrons" dels francesos o "wings" dels estatunidencs) de l'aviació militar alemanya han dut el nom del Baró:
- Jagdgeschwader 132 "Richthofen" (1 d'abril de 1936 - 1 de novembre de 1938) - unitat d'aviació de la Wehrmacht.
- Jagdgeschwader 131 "Richthofen" (1 de novembre de 1938 - 1 de maig de 1939) - Luftwaffe
- Jagdgeschwader 2 "Richthofen" (1 de maig de 1939 - 7 de maig de 1945) - Luftwaffe
- Jagdgeschwader 71 "Richthofen" (des del 6 de juny de 1959) - la primera unitat de caces establerta des de la Segona Guerra Mundial per la Bundeswehr (força de defensa federal): el comandant fundador d'aquesta fou l'as amb més victòries de la història de l'aviació, Erich Hartmann.

El 1941, un nou portaavions de la Kriegsmarine (exèrcit naval) també fou anomenat Richthofen.
El motor del Fokker Dr.I de von Richthofen fou donat a l'Imperial War Museum de Londres, on encara avui es mostra. La palanca de control de l'aparell de von Richthofen pot ser visitada al Australian War Memorial, a Canberra. El Royal Canadian Military Institute, a Toronto, té dos parts de l'aparell: el seu seient i un panell lateral firmat pels pilots de l'esquadró d'Arthur Roy Brown.

## Cultura popular
El grup de rock espanyol Barón Rojo es va posar aquest nom en homenatge a l'aviador. També li dedica en el seu primer disc, Larga vida al Rock & Roll (1981), un tema amb el mateix nom que en la tornada diu: "Baró! Heroi de conte, amo dels núvols, senyor del vent. Baró! Viu el teu somni, trist i solitari solcant el cel. Baró! La teva trista missió no va apagar la teva glòria."
D'altra banda, el joc d'ordinador Empire Earth inclou en la seva campanya alemanya diversos escenaris protagonitzats pel Baró Roig, basats en situacions reals, incloent-ne un amb la seva mort a prop del riu Somme.
A la tira còmica Peanuts, el personatge Snoopy en una de les seves moltes fantasies somia de ser un as aviador de la Primera Guerra Mundial i té el Baró Roig com el seu visceral enemic. Una versió paròdica es pot trobar a Els cotxes esbojarrats.